# Германия на чемпионате мира по хоккею с шайбой 2007
Сборная Германии на чемпионате мира по хоккею с шайбой 2007 заняла пятое место в группе F(Ф) квалификационного этапа, в которую она попала с 3-го места группы B (Б).
Сборная Германия провела на чемпионате шесть матчей, в которых она набрала девять очков, забросила 16 шайб, пропустив 19 шайб. Таким образом, разница забитых и пропущенных шайб составила −3 шайбы.

## Состав
Главный тренер: Уве Крупп
| Вратари    |                    |                      |               |
| Номер      | Имя                | Клуб                 | Дата рождения |
| 1          | Оливер Йонас       | Кёльнер Хайе         | 14.05.1979    |
| 30         | Дмитрий Кочнев     | Изерлон Рустерс      | 15.06.1981    |
| 40         | Дмитрий Петцольд   | Сан-Хосе Шаркс       | 03.02.1983    |
| Защитники  |                    |                      |               |
| Номер      | Имя                | Клуб                 | Дата рождения |
| 8          | Себастьян Остерлох | Франкфурт Лайонс     | 20.02.1983    |
| 9          | Тобиас Драксингер  | Айсберен             | 03.01.1985    |
| 20         | Роберт Дитрих      | ДЕГ Метро Старс      | 25.07.1986    |
| 22         | Михаэль Бакош      | ЕРК Ингольштадт      | 02.03.1979    |
| 25         | Робин Брейтбах     | Geneve Servette      | 05.03.1982    |
| 27         | Мартин Анчичка     | Адлер Маннхайм       | 01.10.1974    |
| 43         | Феликс Петерманн   | Адлер Маннхайм       | 11.04.1984    |
| 48         | Франк Хордлер      | Айсберен             | 26.01.1985    |
| 52         | Александер Зульцер | ДЕГ Метро Старс      | 30.05.1984    |
| Нападающие |                    |                      |               |
| Номер      | Имя                | Клуб                 | Дата рождения |
| 11         | Свен Фелски        | Айсберен             | 18.11.1974    |
| 16         | Михаэль Вольф      | Изерлон Рустерс      | 24.01.1981    |
| 21         | Джон Трипп         | ЕРК Ингольштадт      | 04.05.1977    |
| 24         | Андре Ранкель      | Айсберен             | 27.08.1985    |
| 26         | Даниэль Кройцер    | ДЕГ Метро Старс      | 23.10.1979    |
| 29         | Александр Барта    | Гамбург Фризерс      | 02.02.1983    |
| 33         | Михаэль Хаккерт    | Франкфурт Лайонс     | 21.06.1981    |
| 46         | Флориан Буш        | Айсберен             | 02.01.1985    |
| 47         | Кристоф Улльманн   | Адлер Маннхайм       | 19.05.1983    |
| 56         | Александер Полачек | Нюрнберг Айс Тайгерс | 09.08.1980    |
| 72         | Пётр Фикал         | Нюрнберг Айс Тайгерс | 23.09.1977    |
| 85         | Янник Зейденберг   | ЕРК Ингольштадт      | 11.01.1984    |
| 87         | Филипп Гогулла     | Кёльнер Хайе         | 31.07.1987    |

## Матчи

### Предварительный раунд
| 28 апреля, 2007                                                        | \| Германия \| 2:3 (1:1, 1:1, 0:1) \| Канада \| \| Улльманн К. (Фелски С., Кройцер Д.) 09:51 Дитрих Р. (Хаккерт М.) 21:23 \| Голы \| Майерс Д. (Мерфи К., Чимера Д.) 17:39 Стаал Э. (Джэкмен Б., Уильямс Джаст.) 20:53 Майерс Д. (Чимера Д.) 51:42 \| | Стадион: Арена Мытищи, Мытищи Зрителей: 4300 Судьи: Юри Петтери Ренн (Финляндия), Стефен Фонселиус (Финляндия), Юрий Оскирко (Россия) |
| Германия                                                               | 2:3 (1:1, 1:1, 0:1) | Канада |
| Улльманн К. (Фелски С., Кройцер Д.) 09:51 Дитрих Р. (Хаккерт М.) 21:23 | Голы | Майерс Д. (Мерфи К., Чимера Д.) 17:39 Стаал Э. (Джэкмен Б., Уильямс Джаст.) 20:53 Майерс Д. (Чимера Д.) 51:42                         |

| 30 апреля, 2007 | \| Словакия \| 5:1 (1:0, 1:0, 3:1) \| Германия \| \| П.Подхрадски 8:14 (бол.) П.Подхрадски (Р.Капуш, М.Шатан) 22:42 (бол.) Р.Капуш (М.Шатан, М.Урам) 49:15 М.Габорик (М.Госса) 56:53 Р.Сомик (Р.Кукумберг) 58:16 \| Голы \| Ф.Буш (М.Вольф, Р.Дитрих) 47:30 \| | Стадион: Арена Мытищи, Мытищи Зрителей: 3800 Судьи: Данни Курманн (Швейцария), Питер Феола (США), Ронни Якобсен (Дания) |
| Словакия | 5:1 (1:0, 1:0, 3:1) | Германия |
| П.Подхрадски 8:14 (бол.) П.Подхрадски (Р.Капуш, М.Шатан) 22:42 (бол.) Р.Капуш (М.Шатан, М.Урам) 49:15 М.Габорик (М.Госса) 56:53 Р.Сомик (Р.Кукумберг) 58:16 | Голы | Ф.Буш (М.Вольф, Р.Дитрих) 47:30                                                                                         |

| 2 мая, 2007 | \| Норвегия \| 3:5 (0:2, 3:3, 0:0) \| Германия \| \| Тригг Мар. (Бастиансен А., Олимб М.) 22:08 Аск М. (Лунд Л-Э., Торесен П.) 23:02 (бол.) Спетц Л-Э. (Хансен М., Андерсен Й.) 23:50 \| Голы \| Хаккерт М. (Гогулла Ф., Анчичка М.) 08:11 (бол.) Вольф М. (Гогулла Ф.) 14:45 (бол.) Вольф М. (Хаккерт М.) 24:25 Трипп Д. (Бакош М., Анчичка М.) 26:58 (бол.) Барта А. (Вольф М.) 32:51 \| | Стадион: Арена Мытищи, Мытищи Зрителей: 2200 Судьи: Юри-Петтери Ронн (Финляндия), Ансис Эглитис (Латвия), Андрей Кича (Украина)                                                        |
| Норвегия | 3:5 (0:2, 3:3, 0:0) | Германия |
| Тригг Мар. (Бастиансен А., Олимб М.) 22:08 Аск М. (Лунд Л-Э., Торесен П.) 23:02 (бол.) Спетц Л-Э. (Хансен М., Андерсен Й.) 23:50 | Голы | Хаккерт М. (Гогулла Ф., Анчичка М.) 08:11 (бол.) Вольф М. (Гогулла Ф.) 14:45 (бол.) Вольф М. (Хаккерт М.) 24:25 Трипп Д. (Бакош М., Анчичка М.) 26:58 (бол.) Барта А. (Вольф М.) 32:51 |

### Квалификационный раунд
| 3 мая, 2007                                                                 | \| Германия \| 2:0 (1:0, 0:0, 1:0) \| Чехия \| \| М.Хаккерт (М.Вольф, М.Бакош) 19:50 (бол.) М.Вольф (С.Фелски, Д.Трипп) 58:19 \| Голы \| \| | Стадион: Арена Мытищи, Мытищи Зрителей: 2600 Судьи: VINNERBORG Marcus (Швеция), JAKOBSEN Ronni (Дания), KICHA Andriy (Украина) |
| Германия                                                                    | 2:0 (1:0, 0:0, 1:0) | Чехия |
| М.Хаккерт (М.Вольф, М.Бакош) 19:50 (бол.) М.Вольф (С.Фелски, Д.Трипп) 58:19 | Голы | |

| 5 мая, 2007 | \| США \| 3:0 (1:0, 1:0 , 1:0) \| Германия \| \| Штясны 2:33 (бол.) Штясны 35:26 Стемпняк (Штясны), 43:31 \| Голы \| \| | Стадион: Арена Мытищи, Мытищи Зрителей: 2200 Судьи: Юри-Петтери Ронн (Финляндия), Стефен Фонселиус (Финляндия), Лука Затта (Италия) |
| Немецкая сборная на первой же минуте осталась в меньшинстве, которое использовал игрок сборной США Штясны для открытия счёта. В первом периоде немецкая сборная провела несколько опасных атак, в результате которой один раз шайба пересекла линию ворот сборной США. Однако эта шайба не была засчитана арбитром, посчитавшим что шайба уже была зафиксирована вратарём. Забив по одой шайбе в каждом периоде сборная США одержала победу. Матч прошел при обоюдоострых атаках, однако отсутствие удачи при завершении атаки у немцев позволила американской сборной одержать сухую победу. | | |
| США | 3:0 (1:0, 1:0 , 1:0) | Германия |
| Штясны 2:33 (бол.) Штясны 35:26 Стемпняк (Штясны), 43:31 | Голы | |

| 7 мая, 2007 | \| Белоруссия \| 5:6 (2:3, 2:1, 1:2) \| Германия \| \| Д.Мелешко (В.Костюченок, К.Кольцов) 1:07 А.Кулаков (Д.Мелешко, К.Кольцов) 18:58 Д.Дудик 26:25 (мен.) К.Кольцов (Д.Мелешко, О.Леонтьев) 33:43 В.Костюченок (Д.Дудик) 52:46 (2хбол.) \| Голы \| М.Хаккерт (Ф.Гогулла) 5:50 А.Барта (С.Фелски, Д.Трипп) 12:08 (бол.) Р.Дитрих (Д.Кройцер, М.Хаккерт) 17:53 (бол.) С.Фелски (М.Анчичка) 25:19 (2хбол.) М.Вольф (Ф.Гогулла, М.Хаккерт) 45:24 (бол.) М.Вольф (Ф.Гогулла) 53:55 \| | Стадион: Арена Мытищи, Мытищи Зрителей: 2000 Судьи: Оле Хансон (Норвегия), Константин Горденко (Россия), Роман Пузар (Чехия)                                                                                               |
| Белоруссия | 5:6 (2:3, 2:1, 1:2) | Германия |
| Д.Мелешко (В.Костюченок, К.Кольцов) 1:07 А.Кулаков (Д.Мелешко, К.Кольцов) 18:58 Д.Дудик 26:25 (мен.) К.Кольцов (Д.Мелешко, О.Леонтьев) 33:43 В.Костюченок (Д.Дудик) 52:46 (2хбол.) | Голы | М.Хаккерт (Ф.Гогулла) 5:50 А.Барта (С.Фелски, Д.Трипп) 12:08 (бол.) Р.Дитрих (Д.Кройцер, М.Хаккерт) 17:53 (бол.) С.Фелски (М.Анчичка) 25:19 (2хбол.) М.Вольф (Ф.Гогулла, М.Хаккерт) 45:24 (бол.) М.Вольф (Ф.Гогулла) 53:55 |

## Статистика
- Лучшим бомбардиром сборной Германии на чемпионате мира стал нападающий Михаэль Вольф, который 5 раз поражал ворота противника. Следом за ним идёт Михаэль Хаккерт с тремя заброшенными шайбами.
- Наиболее результативными ассистентами стали Михаэль Хаккерт и Филипп Гогулла, которые сделали по 4 передаче. Ещё три хоккеиста сборной выполнили по три передачи.
- Лучшим игроком по системе «гол+пас» стал Михаэль Вольф, который набрал 8 очков. Второе место с 7 очками занял Михаэль Хаккерт.
- Набрав 14 минут штрафа Франк Хордлер провёл больше всех времени на скамейке оштрафованных.
- Два игрока сборной Германии набрали больше нуля очков по показателю полезности +/-. Это Михаэль Вольф с двумя очками и Мартин Анчичка с результатом +1. Пять игроков сборной набрали −3 очка, что является худшим показателем по сборной.
- Отстояв 119 минут 49 секунд вратарь Дмитрий Кочнев стал самым надёжным вратарём немецкой сборной. За это врем он отразил 47 бросков из 50, что составляет 94 %. На втором месте по надёжности расположился Оливер Йонас, который за 60 минут игрового времени отразил 28 бросков из 33 (84.85 %). Меньше процента ему уступил третий вратарь Дмитрий Патцольд, который провёл на площадке 180 минут игрового времени, за которое отразил 58 бросков из 69 (84.06 %).